# PROUD
PROUD is een Nederlandse belangenvereniging, opgericht op 15 februari 2015 te Amsterdam die nationaal de belangen behartigt van (oud-)sekswerkers. De vereniging heeft als doelstelling de emancipatie van sekswerkers te bevorderen, een informerende rol voor het volk te vervullen en fungeert als spreekbuis naar de media en de politiek op zowel gemeentelijk als landelijk niveau. Tevens geeft PROUD advies aan onder andere politici en zorgprofessionals over sekswerk, prostitutiebeleid en de behoeften van sekswerkers. Alleen (oud-)sekswerkers kunnen lid worden van de vereniging.

## Geschiedenis
De belangenvereniging is opgericht door Mariska Majoor als vervanging van stichting De Rode Draad die in 2012 failliet is gegaan. Woordvoerder van de vereniging is Nederlands-Belgisch activist Lyle Muns die tot juli 2017 ook voorzitter was van jongerenorganisatie DWARS. Zij hebben gekozen voor het oprichten van een vereniging in plaats van een stichting omdat bij een stichting altijd een afstand is tussen de leden en het bestuur. Sekswerk Nederland (SWN), een door Yvette Luhrs opgerichte onderzoeksorganisatie voor en door sekswerkers die actief was in 2014 en 2015, ging eerst samenwerken met PROUD en is er vervolgens in opgegaan.

## Activiteiten
Vanuit de vereniging wordt praktische hulp geboden bij conflicten met de politie en werkgevers, maar ze biedt ook hulp bij het laten verwijderen van beeldmateriaal van het internet. Zij verstrekt tevens actuele informatie over het geldende prostitutiebeleid en informeert sekswerkers over hun rechten.
Op politiek niveau tracht PROUD om sekswerkers de mogelijkheid te geven als freelancers te werken zonder tussenkomst van exploitanten die kamers verhuren.
PROUD is lid van de European Sex Workers' Rights Alliance (ESWA, voorheen ICRSE) en Global Network of Sex Work Projects (NSWP).